# E110
E110 este un colorant alimentar cu acel număr E: Galben Auriu FCF, Galben Portocaliu S, sau FD&C Galben 6 

## Caracteristici
- Foarte solubil în apă.
- Doza zilnică până la 2,5 mg/kg corp.
- Efecte secundare: Deoarece este un colorant azoic, poate produce intoleranță la persoanele sensibile la salicilați. În plus, este un eliberator de histamină, poate intensifica simptomele caracteristice astmului. În combinație cu benzonați, poate favoriza hiperactivitatea la copii.
- Restricții dietetice: Nici una, E110 este extras sintetic azoic și poate fi consumat în principiu de către vegetarieni.
- Totusi atentie la originea acestui colorant, care este un derivat sulfonat al colorantului Sudan I, un mutagen si cancerigen de catégoria 3, interzis ca si colorant alimentar in uniunea europeana din 1995.